# Sulfate de magnésium
Le sulfate de magnésium est un composé chimique minéral anhydre de formule MgSO4 communément appelé sel anhydre d'Epsom. 
En réalité, c'est l'heptahydrate de sulfate de magnésium des chimistes ou l'epsomite des minéralogistes qui était et est encore le plus souvent récolté et purifié, puis vendu le plus souvent en masse cristalline, sous le nom commercial et traditionnel de « sel d'Epsom », « sel anglais », « sel de Sedlitz ». Ce sulfate naturel de magnésium hydraté était aussi dénommé « sel amer » pour son goût ou sa saveur amère, repérable en bouche après ingestion.

## Caractéristiques physico-chimiques
Ce sel anhydre, matière poudreuse de masse molaire 120,37 g/mol, incolore à légèrement coloré, principalement de maille orthorhombique, possède une densité assez élevée, avoisinant 2,66. Il est soluble dans l'eau, mais précipite uniquement en heptahydrate de sulfate de magnésium. Ce corps chimique hydraté, de densité beaucoup plus faible soit 1,68 est dénommé epsomite par les minéralogistes. Le sulfate de magnésium monohydraté existe aussi dans la nature, il a été décrit sous le nom de la kiesérite. Il est toutefois instable aux températures ambiantes ou dans les plages de température usuelles du laboratoire.
Notons que le sel anhydre réagit de façon exothermique avec l'eau. En solution dans l'eau, le sulfate de magnésium produit des cations magnésium Mg2+ et des anions sulfate SO42−, les premiers étant fortement solvatés par l'eau.
Suivant les auteurs, la solubilité pour 100 g d'eau pure oscille entre 26 et 26,9 g de MgSO4 à 0 °C, entre 68,3 et 73,8 g à 100 °C.[réf. souhaitée]
Le sulfate de magnésium est soluble dans le glycérol et l'éther, mais insoluble dans l'acétone.

## Usages anciens et modernes

### Antiquité
Le sulfate de magnésium (ingéré) est depuis l'Antiquité considéré comme un puissant laxatif.    

### Sel d'Epsom
L'histoire du sel d'Epsom veut qu'au xviie siècle, durant l'été sec de 1618, un fermier dénommé Henry Wickes (ou Wicker), vivant à Epsom en Angleterre aurait observé un trou contenant de l'eau. L'ayant agrandi pour y faire boire son bétail assoiffé, il constate que ses bêtes refusent d'y boire. Quelqu'un aurait alors suggéré qu'il pourrait s'agir d'une eau médicinale (hydragogue). Le bruit se répand et la population locale commence à y plonger des plaies ouvertes ou des membres douloureux.
À partir d'une date indéterminée, l'eau est ingérée comme médicament, et au début du XVIIe siècle Epsom sera la première station thermale anglaise à vendre de l'eau minérale à boire.
Quelques décennies plus tard, Lord Dudley North, qui vivait à proximité, aurait utilisé cette eau comme médicament. En 1645, il publie The Foirest of Varieties, livre dans lequel il prétend être le premier à faire connaître « les vertus des eaux d'Epsom et de Tonbridge aux sujets malades du roi, le voyage vers les thermes allemands étant trop cher et gênant pour les malades, et de grosses sommes d'argent étant ainsi emportées hors du Royaume ».
En 1695, Nehemiah Grew est le premier à analyser ces eaux purgatives et à isoler et préparer le « sel d'Epsom ». Il tente de privatiser cette ressource et de breveter la production et la vente des sels d'Epsom, ce qui cause un conflit avec deux apothicaires (les frères Moult), conflit qui est selon Putscher & Lindeboom (1984) à relier au contexte de la concurrence, ancienne en Angleterre, pour le monopole de la délivrance des médicaments, opposant le Royal College of Physicians à la Worshipful Society of Apothicaries of London. Il écrit un traité sur « Le sel cathartique mordant dans les eaux d'Epsom », affirmant que Lord North fut le premier à prendre les eaux comme médicament après être passé par les stations thermales allemandes pour guérir une « amélancolie » ; il aurait considéré l'eau d'Epsom « comme un médicament envoyé du Ciel »,.
En 1688, Gordon Home dans Epsom, son histoire et ses environs, dit que de nombreux médecins ordonnent une visite à Epsom et que ces cures sont devenues une mode.
En 1753, le Dr Richard Russel, très populaire, introduisit les bains de mer, une diversion qui, selon certains, sera fatale à Epsom pendant environ 150 ans.
La mode du sel d'Epsom renait vers 1900, où l'on prétend qu'en solutions aqueuses et au contact du corps et de la peau, le sel d'Epsom peut soulager, apaiser les fatigues et les douleurs, notamment décontracter et relaxer les muscles. Au début du XXe siècle, on lui a aussi prêté des effets anesthésiques (en application sous-cutanée), testées par le Dr Henry Tucker, de l'hôpital général de Philadelphie, pour soulager des inflammations locales. Selon ce dernier : « d'une solution saturée appliquée sur la partie enflammée, 15 à 20 couches de gaze ordinaire étant constamment maintenues humides avec celle-ci. La gaze ne doit pas être retirée pendant vingt-quatre heures et les pièces ensuite lavées et le pansement réappliqué. On constate un blanchissement marqué de la surface, qui n'est suivi d'aucun défaut délétère. Il provoque des engourdissements et des picotements dans les mains des préposés, qui peuvent durer vingt-quatre heures ».
Et d'après le Colonel R.D Rudolf (Professeur en thérapeutique à l'Université de Toronto) à la même époque, des cas de guérison de gonorrhée, d'épididymite et d'orchite, de rhumatisme gonorrhéique, de rhumatisme articulaire aigu, de névrite, etc., auraient été rapportés.
A la fin du XXe siècle, les spas et autres instituts de beauté ou de massage proposant l'hydrothérapie, l'aromathérapie, la phytothérapie affichent souvent l'utilisation de ce supposé reminéralisant et revitalisant, en exfoliation ou en bain corporel. Parce que très dense, une solution concentrée de sel d'Epsom permet à une personne de flotter dans un bain, d'où son utilisation dans les caissons d'isolation sensorielle.
Aucune preuve de la plupart de ses effets (en usage externe) n'a pu être scientifiquement reliée au sulfate de magnésium, ni démontrer sa capacité à traverser la barrière cutanée. Alors que si le traitement est délivré par voie intraveineuse ou orale, le Sulfate de magnésium présente un intérêt médical démontré vis à vis de certaines pathologies.
Il est parfois utilisé en émulsion à phase huileuse, avec alors peut-être plus de chances de pénétrer la peau.

### En médecine
Le sel d'Epsom est utilisé depuis la fin du 17e siècle, pour différentes indications :
- traitement des problèmes de peau[réf. nécessaire]
- antidote[8], parfois utilisé ou testé contre certains empoisonnements par des pesticides organophosphorés par exemple[9]
- arythmie cardiaque
- éclampsie (à utiliser avec prudence et réserver aux cas graves ou pré-éclampsie sévère en raison des effets secondaires parfois importants[10] et selon certains auteurs à éviter en cas de pré-éclampsie[11])
- neuroprotection du fœtus en cas de menace d'accouchement prématuré. Administration à la femme enceinte de sulfate de magnésium pour protéger le fœtus de dommages cérébraux pouvant être induits par la prématurité[12].
- asthme
- laxatif ou purgatif pour le soulagement de la constipation occasionnelle par des  « purges au sel d'Epsom »
- problème de croissance des ongles
- crampes (nocturnes et diurnes), sans efficacité prouvée[13]

Le sulfate de magnésium fait partie de la liste des médicaments essentiels de l'Organisation mondiale de la santé (liste mise à jour en avril 2013).

#### Effets externes bénéfiques du sel d'Epsom: un mythe?
Une étude faite à l'Université de Birmingham au Royaume-Uni a fondé une croyance largement répandue que toute personne immergée dans une solution à 50-55°C de sulfate de magnésium une fois par jour, durant au moins 12 minutes, et ce sept jours de suite verrait son taux sanguin et urinaire de magnésium augmenter, ce qui suggèrerait que le sel d'Epsom pénètre le corps, de manière transdermique (i.e. au travers de la peau) pour ensuite entrer dans les cellules et dans la circulation sanguine. Ce passage, s'il existait, se ferait au bénéfice de tout l'organisme, car le magnésium joue un rôle (démontré)[citation nécessaire] dans de nombreux processus biologiques (facilitation du fonctionnement musculaire et nerveux, biosynthèse des protéines, régulation de la pression artérielle, fonction cognitive améliorée après une lésion cérébrale, atténuation de certaines formes d'arthrose…). 
Les auteurs de l'étude de Birmingham avait conclu que « la plupart des gens trouveraient un bénéfice maximal en se baignant 2 ou 3 fois/semaine, en utilisant 500-600 g de sels d'Epsom à chaque fois », ajoutant que « Dans d'autres expériences utilisant de la peau humaine excisée, nous avons constaté que le sulfate pénètre à travers la barrière cutanée. Ceci est assez rapide et implique donc probablement une protéine de transport de sulfate. Nous n'avons vu aucune pénétration de Mg, mais ces expériences ont été menées pendant une courte période à seulement 37 degrés par opposition à la température du bain de 50 degrés. Pour vérifier cela, deux volontaires portaient des patchs où du MgSO4 solide était appliqué directement sur la peau et scellé avec un plâtre imperméable. L'analyse plasma / urine a confirmé que les niveaux de Mg et de sulfate avaient augmenté ».
Mais l'étude de Birmingham, basée sur 19 personnes âgées de 24 à 64 ans, 10 femmes et 9 hommes, sans groupe témoin, sans placébo, sans essais avec d'autres sels, n'a ensuite jamais été officiellement publiée dans une revue à comité de lecture (uniquement mise en ligne sur le site commercial du Epsom salt council qui est une entité commerciale spécialisée dans la vente et la promotion du sel d'Epsom. De plus les volontaires devaient utiliser au moins 1 % de sel d'Epsom (soit 1 g de MgO4/100 ml d'eau), mais la plupart en ont utilisé bien plus (« la plupart des volontaires avaient considérablement augmenté les niveaux de MgSO4 dans les bains avec 400 g de MgSo4 ajoutés. Au-dessus du niveau de 600 g/bain, les volontaires se sont plaints que l'eau était "savonneuse" ») ont précisé les auteurs.
Or, une revue d'études récente publiée en Allemagne n'a trouvé aucune preuve que des bains dans le sel d'Epsom permette au magnésium de pénétrer à travers la peau note Max Brenner (de l'Institut Feinstein de recherche médicale). Selon ce travail, aucune étude solide et fondée sur des preuves n'a montré que la barrière cutanée laisserait passer en quantité significative des sels solubles de l'extérieur vers l'intérieur du corps (ce qui si c'était le cas mettrait rapidement l'homéostasie de l'organisme en péril pour un corps plongé dans l'eau de mer).

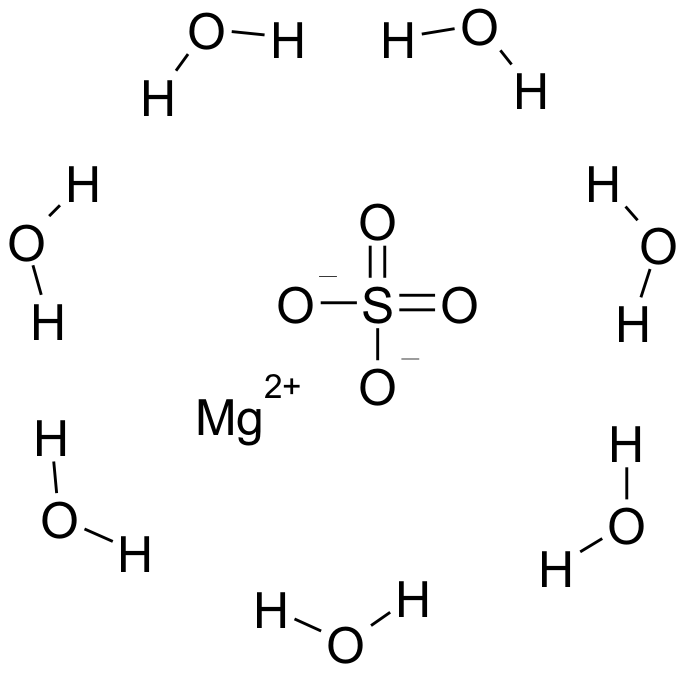
le diamètre de l'ion magnésium hydraté (86 picomètres) est environ 400 fois plus grand que celui de sa forme déshydratée, ce qui rend son peu probable ou rare.

- le sel d'Epsom en solution est ionisé, et donc incapable de pénétrer la couche lipophile de l'épiderme. En effet, de par sa structure et sa composition, la couche cornée de la peau limite fortement la perte d'humidité et de nutriments par le corps[16]. Une peau saine est très hydrophobe et sa perméabilité aux substances provenant de l'extérieur est très limitée, ce dont tiennent compte les médicaments topiques généralement préparés de sorte à être absorbés par les glandes sudoripares ou les follicules pileux, ou par des muqueuses, ou intégrés dans une matrice grasse ou huileuse susceptible de traverser la matrice lipidique du Stratum corneum. La traversée rapide et en quantités significatives de cette couche n'est possible que pour les substances très lipophiles, ce qui n'est pas le cas des ions magnésium issus du sulfate de magnésium mis en solution.le diamètre de l'ion magnésium hydraté (86 picomètres) est environ 400 fois plus grand que celui de sa forme déshydratée, ce qui rend son passage transmutant[Quoi ?] peu probable ou rare. Le rayon de l'ion magnésium hydraté (86 picomètres) est environ 400 fois plus grand que celui de sa forme déshydratée ce qui rend très difficile sa traversée de membranes biologiques s'il n'est pas associé à une protéine transporteuse spécifique. Or, ces transporteurs sont absents des cellules mortes formant la couche externe de l'épiderme[17].
- la cellule dédiée à la transpiration (glande sudoripare) permet, certes, un passage, très contrôlé, d'eau interne et de sels vers l'extérieur ; mais dans un sens opposé à celui souhaité.
- il est démontré que via le follicule pileux (naturellement gras) le magnésium peut pénétrer l'épiderme, mais à une vitesse dépendant de la concentration externe et du temps. Ces follicules constituent cependant moins de 0,1 à 1 % de la surface de la peau ce qui questionne la pertinence clinique d'une thérapie transcutanée. Une étude a porté sur la perméation du magnésium appliqué par voie topique, mais sans produire de données sur la quantité de magnésium absorbé[18],[19] ;
- une autre étude, faite par l'armée israélienne a testé chez l'homme l'application topique répétée (10 ml ou placebo trois fois par jour durant trois jours) d'une lotion protectrice pour la peau contenant du sulfate de magnésium. L'étude a montré que le magnésium n'est pas absorbé par la peau, confirmant des études précliniques sur le modèle animal (porcs).
- en 2000, Norman Shealy (médecin naturopathe et fondateur de l'American Holistic Medical Association) dédie sa thèse à l'eau bénite et à l'huile sacrée et y évoque des applications transdermiques de magnésium[20]. Selon Uwe Gröber et son équipe, il cite une étude de M Sircus concluant qu'un traitement topique de 4 à 6 semaines aurait plus d'effet qu'un traitement oral (4 à 12 mois)[7] ... mais toujours selon Uwe Gröber et son équipe, cette étude comparative n'a jamais été publiée ; seul un résumé de conférence semble disponible et publié, et sans données nouvelles étayant cette affirmation[21].
- des volontaires sains et psoriasiques ont effectué une balnéothérapie (un bain quotidien dans la mer Morte pendant quatre semaines, ou dans l'eau de la mer Morte (très riche en magnésium) ou dans des solutions simulées de sels de bain. La pénétration des électrolytes à travers leur peau a ensuite été mesurée. Résultat : uniquement chez les patients psoriasiques, les taux sériques de brome, de rubidium, de calcium et de zinc ont augmenté, mais pas le taux de magnésium[7] ;
- Des animaux (cobayes) ont été placés dans des solutions de sel de bain simulant la mer Morte mais marqués par des radionucléides de calcium, de magnésium, de potassium et brome. Après 60 minutes de bain, tous ont été détectés à l'état de traces dans le sang et dans certains organes internes des cobayes, répartis dans le corps selon un schéma physiologique classique de distribution. Les solutions étaient toutes hypertoniques, mais on a observé une nette pénétration des sels via l'épiderme sain (humain et cobaye) et lésé (psoriasique)[22]. L'eau de la mer Morte avalée en quantité significative (quasi-noyade) est fortement toxique à cause de son taux élevé d'électrolytes, mais s'y baigner sans en ingérer ne pose pas de problème[7].
- Chez huit volontaires en bonne santé plongés (en position assise) durant deux heures dans l'eau thermale de Bath (magnésium :53 mg/l)[23] « aucun changement n'est survenu dans les concentrations plasmatiques d'électrolytes, de calcium, de phosphate ou de magnésium après 2 h de bain (35 °C) »[24], ce qui plaide pour une absence ou quasi-absence de passage transmutant[Quoi ?] du magnésium.

Les effets apaisants et anti-stress décrits sont indéniables, mais ils seraient simplement dus aux vertus du bain, et éventuellement d'une eau chaude et plus dense permettant au corps de flotter sans effort. Il n'existe pas de preuve que le sel d'Epsom ait une capacité significative à pénétrer la peau ; Par contre, lors du bain chaud chez une personne détendue, un apport bien plus importants d'ions magnésium en solution dans la bouche, le nez, le vagin ou l'intestin semble possible…  dans l'étude initiale, les auteurs eux-mêmes évoquaient d'ailleurs en conclusion des résultats « cohérents avec la saturation des transporteurs cutanés (et éventuellement intestinaux) ». Si c'est l'explication à l'augmentation, généralement très légère, du taux de magnésium sanguin observé chez certaines personnes après un bain aux sel d'Epsom, elle laisse supposer des résultats plus effectifs, rapides et moins coûteux via une délivrance orale.
La science met donc en doute la capacité du sel d'Epsom - en bain - à éliminer les toxines et réduire les risques de maladies cardiovasculaires et/ou de diabète sucré, deux pathologies effectivement associées à une carence en magnésium.
Pour le diabète l'intérêt d'une supplémentation orale en magnésium est clairement documenté mais cet intérêt a été brouillé voire nié par un intense marketing en faveur des application transdermiques (via des sprays contenant du magnésium, des flocons de magnésium et des bains de sel de magnésium). Ce marketing est relayé sans recul par les médias et sur Internet qui revendiquent sans preuve la supériorité et l'efficacité du magnésium transdermique par rapport à une délivrance orale.
Brenner note en outre que sur le modèle animal pour certaines formes d'arthrite auto-immune, l'augmentation des apports en magnésium peut aggraver la situation, et qu'il existe des cas rapportés de patients souffrant de graves lésions hépatiques après une suringestion de magnésium. Un cas a été signalé par la revue JAMA de mort d'un nouveau-né à la suite d'un syndrome systémique induit par l'absorption de magnésium via un lavement intestinal.

### Bains de flottaison etcaissons d'isolation sensorielle
L'utilisateur, le plus souvent dans un établissement commercial spécialisé (« centre de flottaison ») s'y laisse flotter dans une solution aqueuse quasi saturée en MgSO, chauffée à 34-35°C, généralement peu profonde (7 à 12 pouces). 
En 2015 au moins 220 caissons ou bassins de flottaison étaient répertoriés dans 88 centres privés au monde (au Canada et aux États-Unis pour la plupart),. À la même époque, il en existait plus de 20 au Canada.
La filtration et gestion des biofilms nécessitent des méthodes différentes de celles des eaux des piscines, et certaines précautions sont nécessaires. La solution quasi saturée de MgSO4, très dense, rend les sols très glissants, elle est plus agressive pour les yeux que l'eau de piscine et  « peut aussi fausser les tests de détection de chlore, de brome ou de peroxyde d’hydrogène » ; la plupart des tests sous-estiment alors le taux de ces produits, faisant que l’exploitant risque d'ajouter trop de biocides désinfectants.

### En tannerie
Le sulfate de magnésium sous forme de sel d'Epsom a été employé pour le mordançage des peaux ; il est encore utilisé par l'industrie des cuirs et parchemins (tannerie), ainsi que par l'industrie papetière ou sucrière.

### Industrie agroalimentaire
C'est un additif alimentaire (Numéro E 518).

### Cosmétique
Le sulfate de magnésium hydraté est utilisé pour stabiliser certaines émulsions cosmétiques. Le sulfate anhydre est utilisé pour formuler des produits chauffants : souvent des exfoliants à appliquer sur peau humide et qui réagissent de façon exothermique avec l'eau.

### Agriculture
Le magnésium (Mg) est un des éléments chimiques nécessaire à toute plante. Il est donc parfois utile d'apporter des engrais en contenant pour augmenter la production végétale. La forme principale utilisée est le sulfate de magnésium (MgSO4) plus ou moins hydraté. Il peut être :
- épandu au sol où il sera solubilisé par la pluie ;
- aspergé en solution sur les feuilles (engrais foliaire) ;

Par la même occasion l'engrais apporte du soufre (S) aux plantes.
Le sulfate de magnésium comparé à d'autres minéraux riches en magnésium comme la dolomie (carbonate double de magnésium et de calcium) a l'avantage d'être très soluble. Par exemple, l'Epsomite (MgSO4, 7H2O), sulfate hydraté, présente une solubilité de 85 kilos pour 100 litres d'eau à 0 °C.
En présence d'eau, ce sel produit des anions sulfate SO42− et des cations magnésium Mg2+. 

Dans le sol, Mg2+ peut être fixé sur le complexe d'échange ou bien absorbé directement par les racines. L'absorption par les racines de Mg2+ et celle du cation potassium K+ sont antagonistes, c'est-à-dire que lorsque la solution du sol s'enrichit en Mg2+, l'absorption de K+ diminue, et vice-versa. 
Les anions sulfate SO42− apportés au sol par le sulfate de magnésium sont considérés comme acidifiants, mais sont une source de soufre pour les plantes gourmandes en soufre (crucifères typiquement, mais aussi pour d'autres plantes dans certaines situations).

### Batterie au plomb
Le sulfate de magnésium est utilisé pour désulfater les batteries au plomb.[réf. nécessaire]

### Accessoire de cinéma
Mélangé à de la bière, il permet de simuler le givre sur une vitre lors des tournages de cinéma.

## Proverbe anglais
- L'eau d'Epsom fait courir les hommes plus vite que les chevaux
- À Epsom, les hommes (qui boivent de l'eau) courent plus vite que les chevaux

Ces phrases proverbiales, citées au XIXe siècle font allusion aux violentes propriétés laxatives des eaux d'Epsom, contrée qui était réputée par ailleurs pour ses beaux champs de course. Le sprint des dignes spectateurs, buveurs non-avertis, vers les toilettes était sans doute saisissant.